# 翁涅
翁涅（法語：Vongnes，法語發音：[vɔ̃ɲ]）是法国东部安省的一个市镇，属于贝莱区。

## 地理
翁涅（45°48'53"N, 5°43'27"E）面积2.05 平方千米，位于法国奥弗涅-罗讷-阿尔卑斯大区安省，该省份为法国东部省份，北起汝拉省，西北接索恩-卢瓦尔省，西接罗讷省和里昂大都会，南至伊泽尔省，东与萨瓦省、上萨瓦省和瑞士接壤。
与翁涅接壤的市镇（或旧市镇、城区）包括：塞泽里约、弗拉克雪、马里尼约。
翁涅的时区为UTC+01:00、UTC+02:00（夏令时）。

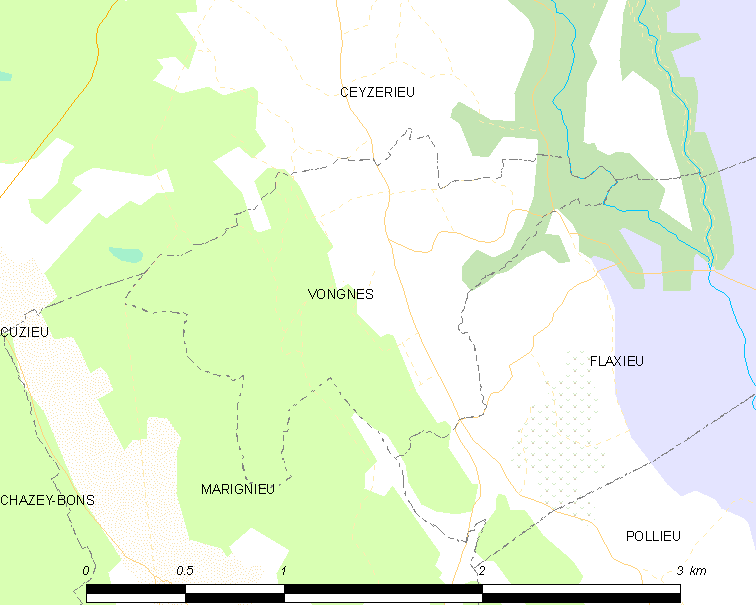
翁涅的OSM定位图

## 行政
翁涅的邮政编码为01350，INSEE市镇编码为01456。

## 政治
翁涅所属的省级选区为贝莱县。

## 人口

1962-2008年间翁涅人口变化图示

翁涅于2022年1月1日时的人口数量为71人。